# Acosmium tomentellum
Acosmium tomentellum är en ärtväxtart som först beskrevs av Robert H Mohlenbrock, och fick sitt nu gällande namn av Gennady Pavlovich Yakovlev. Acosmium tomentellum ingår i släktet Acosmium och familjen ärtväxter. Inga underarter finns listade i Catalogue of Life.